# Adriaen Maertensz. Block

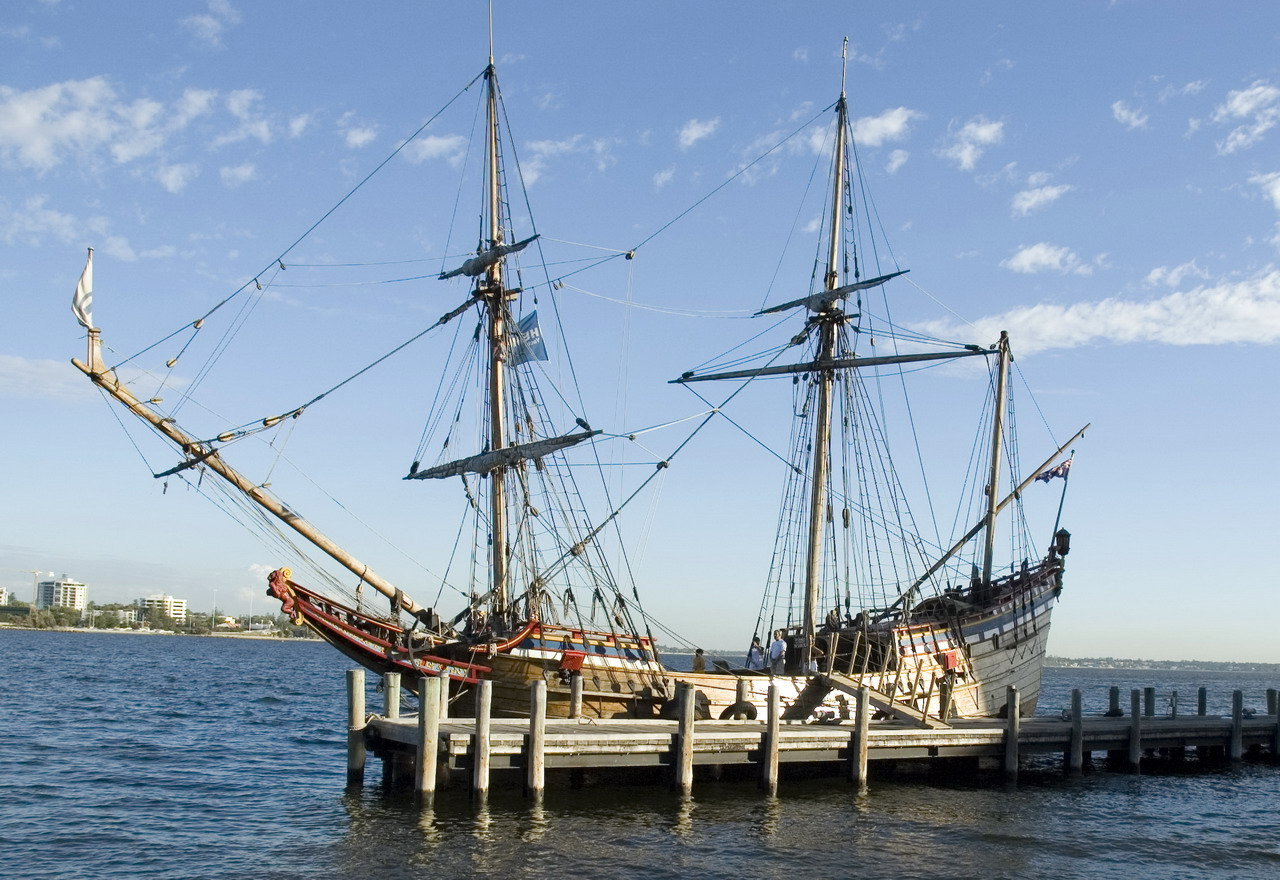
Replica van het verkenningsjacht Duyfken, mogelijk het schip, waarover Block in 1612 het bevel voerde

Adriaen Maertensz. Block (Gouda, ca. 1582 - Lisse, 7 maart 1661) was achtereenvolgens schipper voor de Kamer van de VOC in Amsterdam, commandeur, gouverneur en raad van Indië. Nadat hij was geschorst en ongeschikt verklaard voor enig ander ambt stichtte hij een buitenplaats bij Lisse, tegenwoordig Kasteel Keukenhof.

## In dienst van de VOC
Nadat hij in 1587 wees was geworden, zocht Adriaen zijn geluk op zee. In 1601 was hij schipper op de Swarte Leeuw, een van de acht schepen van de zogeheten Atjehse vloot onder admiraal Jacob van Heemskerck; in april 1603 arriveerde de retourvloot uit Oost-Indië in Amsterdam. In Straat Malakka werd door Van Heemskerck een Portugees schip, de Santa Catarina, een zogenaamde kraak, gekaapt, beladen met porselein en zijde. De lading bracht enkele miljoenen op. In 1605 trouwde Block in Haarlem met Catharina van der Laen.
In 1612 was hij als commandeur van twaalf of dertien schepen, waarvan er elf maanden later negen Bantam bereikten. De vloot was vertrokken met 2.000 man aan boord en voer door naar de Molukken ter versterking van de scheepsmacht. Het fort op Tidore werd vroeg in de ochtend veroverd op de Spanjaarden. 
Van 1614-1617 was Block gouverneur op Ambon, maar blonk niet uit. In 1615 stelde Block een landraad in, waarin de zeven dorpshoofden die het dichtste bij het kasteel Victoria woonden zitting kregen. De andere dorpshoofden, zoals kapitein Hitoe, voelden zich achtergesteld. Onlusten als gevolg van zijn beleid maakten ingrijpen noodzakelijk. Er werd er een vergadering bijeengeroepen door Van der Hagen. Block werd vervangen, Van der Hagen nam tijdelijk het bestuur als gouverneur over de Ambon over (november 1616 - februari 1618). In juni 1617 werd Block formeel vervangen en de partijen met elkaar verzoend. De opperkoopman van de factorij Herman van Speult werd aangesteld als zijn opvolger. De VOC hield overkort vast aan de uitvoering van de kruidnagelcontracten. Daarbij betaalde zij niet meer dan de uiteindelijk afgesproken prijs, ... terwijl de concurrentie steevast ongeveer 50% meer bood. De VOC ging tot steeds hardere maatregelen over om naleving van de contracten af te dwingen.
In december 1617 keerde hij met drie schepen terug naar Nederland en vestigde zich in de loop van 1619 in Lisse. In 1620 en 1624 liet het echtpaar twee kinderen dopen in Lisse.

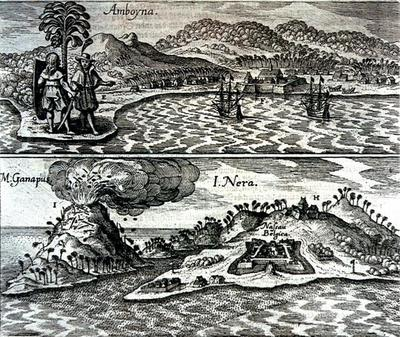
Nederlandse (en Engelse?) handelsposten op het vulkanische Ambon en Neira (1655) met de nog steeds werkende Gunung Api (658m), het eiland in zwaveldamp hullend

In 1626 bood hij opnieuw zijn diensten aan, waarna hij tot extra-ordinair Raad van Indië werd benoemd. In 1627 voerde hij op weg naar Indië het bevel over elf schepen. Een viertal schepen wilde het eiland Wight aandoen maar kwam in een storm terecht. Twee schepen gingen verloren op de kust van het eiland. In juni 1628 angekomen in de Oost werd Block ter verantwoording geroepen, omdat hij tegen de orders in Wight had aangedaan. Men vermoedde dat hij daar twee weken was blijven liggen om privé-aankopen te doen. Hij werd vervolgens door de Heren XVII geschorst uit de Raad van Indië.
In 1629 was hij tweemaal betrokken bij de verdediging van Batavia en werd vervolgens benoemd tot baljuw van de stad; aan het eind van datzelfde jaar werd hij naar Bantam gestuurd om met de sultan te onderhandelen. Een Arabisch paard diende als geschenk. Op 16 juli 1629 werd de stad Tegal op vier punten in brand gestoken, 400 huizen werden verwoest en 200 prauwen, alsmede een aangelegde voorraad rijst. De opmars van het Javaanse leger was daarmee bemoeilijkt.
Bij de begrafenis van Jan Pietersz. Coen liepen Jacques Specx en Block vooraan. Ondertussen werd duidelijk dat hij illegaal wijn, boter, olijfolie, brood en timmerhout aan land had gebracht. Zijn gage werd ingehouden en hij kreeg een geldboete van 12.000 gulden opgelegd. Block begon te schelden op zijn superieuren en werd gevangen gezet na beschuldigingen van omkoperij en ongeoorloofde handelingen. Hij verloor al zijn functies en werd ongeschikt geacht nog enig ambt te bekleden. In 1630 ging Block met vrouw en kinderen terug naar het vaderland. Hij bedong niettemin voor de terugreis als passagier een plek aan tafel in de kajuit. In 1631 kwam het schip bij Ameland aan. In 1635 sloot hij een schikking met de bewindhebbers van de VOC.

## Ambteloos burger
Adriaen Block heeft met zijn officiële functie, maar ook met ongeoorloofde praktijken een redelijk kapitaal verdiend. Rond 1636 kocht hij grond in de omgeving van Lisse. Block woonde rond 1640 naast zijn zwager Isaac Massa, een graankoopman op Rusland. In 1641 kocht hij opnieuw land waar hij een aantal buitenplaatsen op liet bouwen, zoals Rosendaal, bedoeld voor verkoop of verhuur. In 1644 werd hij ingeschreven als poorter in Amsterdam.
In 1646 kreeg hij van zijn zwagers, de twee broers van zijn vrouw, die in financiële moeilijkheden waren geraakt, het Huis ter Specke, dat al 118 jaar in de familie Van der Laen was. In 1657 verkocht hij grond aan de stad Leiden toen de trekvaart naar Haarlem werd gegraven. Block was inmiddels de rijkste man in Lisse. Uit zijn testament kan worden geconcludeerd dat hij twee buitenechtelijke kinderen had en dat de plaatselijke predikant Romswinckel het aanzienlijke bedrag van 8.000 gulden erfde.